# Etiópia nos Jogos Olímpicos de Inverno de 2006
A Etiópia participou dos Jogos Olímpicos de Inverno de 2006 em Turim, na Itália. Foi a estreia do país nos Jogos Olímpicos de Inverno, apesar de ter competido nos Jogos Olímpicos de Verão desde dos Jogos de 1956, 50 anos antes de sua primeira edição dos Jogos de Inverno. O único atleta enviado pela delegação foi Robel Teklemarian, que competiu no esqui cross-country, no qual ele não conquistou nenhuma medalha.

## Desempenho

### Esqui cross-country
O único atleta etíope nos Jogos, Robel Teklemariam, competiu na prova de masculina de 15 quilômetros clássicos. Ele foi banido por cinco dias antes das Olimpíadas depois testado com níveis anormalmente altos de hemoglobina no sangue, mas após um segundo teste, foi liberado e autorizado a competir.
| Atleta            | Evento             | Preliminares | Preliminares | Quartas | Quartas | Semifinal | Semifinal | Final   | Final |
| Atleta            | Evento             | Total        | Pos.         | Total   | Pos.    | Total     | Pos.      | Total   | Pos.  |
| ----------------- | ------------------ | ------------ | ------------ | ------- | ------- | --------- | --------- | ------- | ----- |
| Robel Teklemariam | Clássico masculino |              |              |         |         |           |           | 47:53.8 | 83    |

Legenda
| Recorde mundial      | Recorde mundial (World record)               |                       | Recorde africano                      | Recorde africano (African) |                                           | Q | Classificado por posição (Qualified) |
| Recorde olímpico     | Recorde olímpico (Olympic record)            | Recorde da América    | Recorde da América (Americas)         | q                          | Classificado por melhor tempo (Qualified) |   |                                      |
| Melhor marca do ano  | Melhor marca do ano (World leading)          | Recorde asiático      | Recorde asiático (Asian)              | DNS                        | Não largou (Did not start)                |   |                                      |
| Recorde nacional     | Recorde nacional (National record)           | Recorde europeu       | Recorde europeu (European)            | DNF                        | Não terminou (Did not finish)             |   |                                      |
| Recorde pessoal      | Recorde pessoal do atleta (Personal best)    | Recorde da Oceania    | Recorde da Oceania (Oceania)          | DSQ / DQ                   | Desclassificado (Disqualified)            |   |                                      |
| Recorde da temporada | Recorde da temporada do atleta (Season best) | Recorde sul-americano | Recorde sul-americano (South America) | NM                         | Sem marca (No mark)                       |   |                                      |